# Dschaisch al-Islam
Dschaisch al-Islam (arabisch جَيش الإسلام, DMG Ǧaiš al-Islām ‚Armee des Islams‘) ist eine militante, salafistische, palästinensische Organisation, über deren Ziele und Beweggründe nur sehr wenig bekannt ist.

## Hintergrund
Die Gruppe verfolgt die Ziele des Heiligen Krieges, des Dschihad.  Sie wird mit dem palästinensischen Familienclan Dughmusch in Verbindung gebracht; deren Oberhaupt gibt aber an, dass die Mitglieder seines Clans auch Angehörige von al-Fatah, Hamas und des Volkswiderstandskomitees seien. Die Gruppierung besteht nach Angaben des Clanführers Mumtaz Dughmusch auch aus Kämpfern, die nicht zu seinem Clan gehören.
Im September 2015 wurde bekannt, dass Dschaisch al-Islam sich dem Islamischen Staat angeschlossen habe, welcher eine entsprechende Treuebekundung der Gruppe erhielt. Zur gleichnamigen syrischen Rebellengruppe sind keine Verbindungen bekannt.

## Aktionen
Im Juni 2006 waren Aktivisten dieser Gruppe an der Entführung des israelischen Soldaten Gilad Schalit beteiligt, die Israel zum Anlass seiner Operation Sommerregen genannten Attacken auf Gaza nahm. An der Aktion, bei der zwei weitere Soldaten der Israelischen Verteidigungsstreitkräfte getötet wurden, sollen auch Militante der al-Aqsa-Märtyrerbrigaden und des Islamischen Dschihad beteiligt gewesen sein. Die Gruppierung Armee des Islams war zuvor völlig unbekannt gewesen. Abu Muthana ist für diese Gruppe öffentlich aufgetreten.
Die Gruppe steht auch hinter Entführung und Geiselhaft des BBC-Reporters Alan Johnston im April 2007. Berichte aus Israel vom 21. März, die Gruppierung sei für das Verschwinden des Reporters verantwortlich, hatte die Gruppierung abgestritten, aber am 9. Mai 2007 übermittelte die Gruppierung ein Videoband an Al-Dschasira, das Johnston zeigt, und forderte zudem die Freilassung muslimischer Häftlinge im Vereinigten Königreich, insbesondere des in britischer Auslieferungshaft einsitzenden Abu Qatada, dem die Abschiebung nach Syrien droht.
Nach der Machtübernahme im Gazastreifen hat Hamas die Freilassung Alan Johnstons gefordert und ein Ultimatum gestellt. Hamas warf der Gruppe auch vor, mit Mohammed Dahlan, dem Führer von al-Fatah im Gazastreifen, zu sympathisieren; dies wurde aber von dem Clanoberhaupt der Dughmuschs zurückgewiesen. Am 4. Juli 2007 wurde Johnston schließlich von seinen Entführern freigelassen und der Hamas übergeben.
Das ägyptische Innenministerium bezeichnete die Gruppe als verantwortlich für den Terroranschlag am 1. Januar 2011 in Alexandria, doch ein Sprecher der Organisation hat dies dementiert.